# Oeuvre van Eino Tamberg
Eino Tamberg componeerde in bijna alle genres binnen de klassieke muziek.

## Oeuvre
| Opus | Jaar | Titel                                                   | Genre           |
| ---- | ---- | ------------------------------------------------------- | --------------- |
| 1    | 1954 | Voor de vrijheid van het volk                           | oratorium       |
| 2    | 1955 | Prins Gabriel                                           | orkestmuziek    |
| 3    | 1955 | Kleine sonatine voor piano                              | solo            |
| 4    | 1955 | Vijf romances op gedichten van Sander Petòfi            | lied            |
| 5    | 1956 | Concerto grosso                                         | orkestmuziek    |
| 6    | 1957 | Symfonische dansen                                      | orkestmuziek    |
| 7    | 1958 | Mahtra War                                              | toneelmuziek    |
| 8    | 1958 | Strijkkwartet                                           | kamermuziek     |
| 9    | 1959 | Uninvited guests                                        | filmmuziek      |
| 10   | 1959 | Ballet-symfonie                                         | balletmuziek    |
| 11   | 1964 | Koning Oidipus                                          | koor-zang       |
| 12   | 1960 | In the rain and in the sunshine                         | filmmuziek      |
| 13   | 1960 | Pianostukken voor kinderen                              | solo            |
| 14   | 1961 | Rondo voor viool en piano                               | kamermuziek     |
| 15   | 1961 | Een lied voor Afrika                                    | lied            |
| 16   | 1961 | The men from one village                                | filmmuziek      |
| 17   | 1962 | Moonshine oratorium                                     | oratorium       |
| 18   | 1962 | Drie stukken voor volksmuziekensemble                   | rest            |
| 19   | 1962 | Vijf liederen voor kinderen                             | lied            |
| 20   | 1963 | The boy and the butterfly                               | opera           |
| 21   | 1964 | Zeven liederen voor kinderen                            | lied            |
| 22   | 1964 | The new old heathen of hell                             | filmmuziek      |
| 23   | 1963 | The iron home                                           | opera           |
| 24   | 1965 | To the cold land                                        | filmmuziek      |
| 25   | 1965 | Kristjan Raud                                           | filmmuziek      |
| 26   | 1965 | Zes liederen voor kinderen                              | lied            |
| 27   | 1966 | What happened tot Andres Paleteus                       | filmmuziek      |
| 28   | 1966 | Obstinacy                                               | filmmuziek      |
| 29   | 1966 | Letters from the village of blinds                      | filmmuziek      |
| 30   | 1966 | Hamlet                                                  | toneelmuziek    |
| 31   | 1967 | Toccata                                                 | orkestmuziek    |
| 32   | 1968 | Dark windowsMensen in soldatenkleding                   | filmmuziek      |
| 33   | 1968 | Zes liederen in oude toonsoorten voor kinderen          | lied            |
| 34   | 1970 | Eenvoudige pianostukken en etudes                       | solo            |
| 35   | 1970 | Muziek voor hobo                                        | kamermuziek     |
| 36   | 1970 | Tussen drie plagen                                      | filmmuziek      |
| 37   | 1970 | Joanna Tentata                                          | balletmuziek    |
| 38   | 1970 | Prelude en metamorphosis                                | orkestmuziek    |
| 39   | 1970 | White ship                                              | filmmuziek      |
| 40   | 1971 | Partita                                                 | solo            |
| 41   | 1971 | Forest Captain-Mart´s Bread                             | filmmuziek      |
| 42   | 1972 | Trompetconcert                                          | solo-instrument |
| 43   | 1973 | Unusual story                                           | filmmuziek      |
| 44   | 1973 | A will to vouch                                         | filmmuziek      |
| 45   | 1974 | Cyrano de Bergerac                                      | opera           |
| 46   | 1975 | Victory fanfares                                        | cantate         |
| 47   | 1975 | Romp                                                    | filmmuziek      |
| 48   | 1975 | Vijf liederen voor kinderen en instrumentaal gezelschap | lied            |
| 49   | 1975 | Free flight                                             | filmmuziek      |
| 50   | 1975 | Blaaskwintet nr. 1                                      | kamermuziek     |
| 51   | 1975 | Songs are signed                                        | filmmuziek      |
| 52   | 1975 | Vijf liederen voor kinderen en instrumentaal gezelschap | lied            |
| 53   | 1976 | The Clown and Kroops                                    | filmmuziek      |
| 54   | 1977 | October fanfares                                        | orkestmuziek    |
| 55   | 1977 | Greeting song                                           | cantate         |
| 56   | 1977 | The Paron of Reigi                                      | filmmuziek      |
| 57   | 1978 | Soulful songs                                           | lied            |
| 58   | 1978 | Symfonie nr. 1                                          | orkestmuziek    |
| 59   | 1979 | Liedjes voor kinderen                                   | lied            |
| 60   | 1979 | To the music                                            | cantate         |
| 61   | 1979 | De Seizoenen                                            | a-capellakoor   |
| 62   | 1979 | Children´s year piano album                             | solo            |
| 63   | 1981 | Improvisatie, toccata en postlude                       | kamermuziek     |
| 64   | 1981 | Vioolconcert                                            | solo-instrument |
| 65   | 1981 | Amores                                                  | oratorium       |
| 66   | 1981 | Vivat Estonia                                           | cantate         |
| 67   | 1982 | Alma Mater                                              | koor-zang       |
| 68   | 1983 | The flight                                              | opera           |
| 69   | 1983 | Mensen in soldatenkleding                               | cantate         |
| 70   | 1984 | Pastorale                                               | orkestmuziek    |
| 71   | 1984 | Blaaskwintet nr. 2                                      | kamermuziek     |
| 72   | 1985 | concert voor stem en orkest                             | lied            |
| 73   | 1985 | Ballade van een soldaat                                 | koor-zang       |
| 74   | 1986 | Symfonie nr. 2                                          | orkestmuziek    |
| 75   | 1986 | Broodcantate                                            | cantate         |
| 76   | 1986 | Drie eenvoudige liederen                                | lied            |
| 77   | 1986 | Miniconcerto for children                               | solo-instrument |
| 78   | 1987 | The earth must bear fruit                               | cantate         |
| 79   | 1987 | Saxofoonconcert                                         | solo-instrument |
| 80   | 1989 | Symfonie nr. 3                                          | orkestmuziek    |
| 81   | 1990 | Touches                                                 | lied            |
| 82   | 1990 | sonate voor trompet, percussie en piano                 | kamermuziek     |
| 83   | 1990 | Journey for strings                                     | strijkorkest    |
| 84   | 1991 | Waiting                                                 | kamermuziek     |
| 85   | 1991 | Musica triste                                           | solo-instrument |
| 86   | 1992 | Muziek voor vijf                                        | kamermuziek     |
| 87   | 1992 | Songs of night                                          | lied            |
| 88   | 1992 | Creatures                                               | opera           |
| 89   | 1993 | Prelude voor orkest                                     | orkestmuziek    |
| 89   | 1994 | Nocturne voor orkest                                    | orkestmuziek    |
| 90   | 1994 | Nocturne voor orkest                                    | orkestmuziek    |
| 91   | 1994 | Play for five in four acts                              | kamermuziek     |
| 92   | 1994 | Muziek voor percussie en orkest                         | solo-instrument |
| 93   | 1995 | Discovering the world                                   | cantate         |
| 94   | 1995 | Celebration fanfares                                    | orkestmuziek    |
| 95   | 1995 | You are Ebon, my love                                   | lied            |
| 96   | 1996 | A sentimental journey with a clarinet                   | solo-instrument |
| 97   | 1996 | In spe Estonia                                          | lied            |
| 98   | 1996 | Klarinetconcert                                         | solo-instrument |
| 99   | 1996 | There is tenderness, passion and mystery in the night   | solo            |
| 100  | 1997 | trompetconcert nr. 2                                    | solo-instrument |
| 101  | 1997 | Desiderium concordiae                                   | kamermuziek     |
| 102  | 1998 | Symfonie nr. 4                                          | orkestmuziek    |
| 103  | 1998 | A new foot of ground for one´s heart and thought        | cantate         |
| 104  | 1999 | Motus                                                   | kamermuziek     |
| 105  | 2000 | Dancing with tuba                                       | kamermuziek     |
| 106  | 2000 | vivo e lento                                            | kamermuziek     |
| 107  | 2000 | Pianokwartet                                            | kamermuziek     |
| 108  | 2000 | Fagotconcert                                            | solo-instrument |
| 109  | 2001 | Celloconcert                                            | solo-instrument |
| 110  | 2001 | We'd like to become human                               | opera           |
| 111  | 2001 | Throught the looking glass                              | balletmuziek    |
| 112  | 2001 | Opening fanfares (1975-bewerking)                       | orkestmuziek    |
| 113  | 2002 | Herinneringen van vader                                 | lied            |
| 114  | 2002 | The happy day of slumbering tubas                       | kamermuziek     |
| 115  | 2003 | Fluitconcert                                            | solo-instrument |
| 116  | 2002 | To fatherland                                           | koor-zang       |
| 117  | 2003 | Festive music                                           | orkestmuziek    |
| 118  | 2003 | Anthologie van de liefde                                | koor-zang       |
| 119  | 2004 | Spells                                                  | lied            |
| 120  | 2004 | Proloog                                                 | lied            |
| 121  | 2004 | Non-stop en postlude voor vier                          | kamermuziek     |
| 122  | 2004 | Tubaconcert                                             | solo-instrument |
| 123  | 2005 | Dialogen voor cello en piano                            | kamermuziek     |
| 124  | 2005 | Spiel                                                   | solo-instrument |
| 125  | 2006 | Walk with wind instruments                              | harmoniemuziek  |
| 126  | 2006 | Muziek voor trompet en strijkorkest                     | solo-instrument |
| 127  | 2008 | Canto                                                   | lied            |
| 128  | 2007 | Journey with cello en percussion                        | kamermuziek     |
| 129  | 2007 | Concertino voor trompet en harmonieokrest               | harmoniemuziek  |
| 130  | 2007 | Farewell                                                | kamermuziek     |
| 131  | 2007 | Tuba meets harp                                         | kamermuziek     |
| 132  | 2008 | Snow tree                                               | lied            |
| 133  | 2008 | Violin plays with orchestra                             | solo-instrument |
| 134  | 2008 | Festivo                                                 | orkestmuziek    |
| 135  | 2009 | Soli e tutti                                            | strijkorkest    |
| 136  | 2009 | A play with big drum                                    | kamermuziek     |
| geen | 1945 | Late awakening                                          | lied            |
| geen | 1946 | Wiegelied                                               | lied            |
| geen | 1950 | Lied over Stalin                                        | a-capellakoor   |
| geen | 1952 | Fishmen´s song                                          | a-capellakoor   |
| geen | 1952 | Muziek voor bij Trenyov´s Lyubov Jarovaya               | toneelmuziek    |
| geen | 1953 | Hoe de kerstboom gevonden werd                          | lied            |
| geen | 1955 | To the fatherland                                       | a-capellakoor   |
| geen | 1956 | Allere song                                             | toneelmuziek    |
| geen | 1958 | The merchant of Venice                                  | toneelmuziek    |
| geen | 1963 | Campfire song                                           | volksmuziek     |
| geen | 1963 | Moeders handen                                          | a-capellakoor   |
| geen | 1963 | Roof rafters party song                                 | a-capellakoor   |
| geen | 1964 | Morning                                                 | a-capellakoor   |
| geen | 1964 | vernal songs                                            | a-capellakoor   |
| geen | 1964 | Where are we going at nightfall                         | a-capellakoor   |
| geen | 1965 | A little song                                           | a-capellakoor   |
| geen | 1965 | Let the time fly                                        | a-capellakoor   |
| geen | 1966 | Grace                                                   | a-capellakoor   |
| geen | 1966 | Play                                                    | a-capellakoor   |
| geen | 1966 | Waltz of wishes                                         | a-capellakoor   |
| geen | 1967 | Homeland´s Earth                                        | a-capellakoor   |
| geen | 1967 | Serenade                                                | a-capellakoor   |
| geen | 1967 | Snowman´s conga                                         | lied            |
| geen | 1967 | Village Swing Swung                                     | lied            |
| geen | 1968 | Peer Gynt                                               | toneelmuziek    |
| geen | 1968 | repeating your name                                     | volksmuziek     |
| geen | 1969 | At the tomb of the heroes                               | a-capellakoor   |
| geen | 1969 | Farewell song                                           | volksmuziek     |
| geen | 1969 | Flags blowing in the wind                               | a-capellakoor   |
| geen | 1969 | Let´s sing                                              | a-capellakoor   |
| geen | 1969 | Serenade voor moeder                                    | a-capellakoor   |
| geen | 1969 | We all become morello/trees                             | volksmuziek     |
| geen | 1971 | Toccata                                                 | solo            |
| geen | 1973 | Silver boat                                             | volksmuziek     |
| geen | 1975 | Face for tomorrow                                       | a-capellakoor   |
| geen | 1975 | Immortality                                             | a-capellakoor   |
| geen | 1977 | Caprice                                                 | solo            |
| geen | 1977 | Wij hebben geen Onbekende soldaten                      | a-capellakoor   |
| geen | 1978 | Sail spell                                              | a-capellakoor   |
| geen | 1979 | Four moods for one theme                                | solo            |
| geen | 1986 | Farewell                                                |                 |
| geen | 1986 | Hoots                                                   |                 |
| geen | 1987 | Er zijn lekker geuren in onze keuken                    | lied            |
| geen | 1987 | Zomer                                                   | lied            |